# 천원돌파 그렌라간
《천원돌파 그렌라간》(天元突破グレンラガン 덴겐톳파 구렌라간[*])은 가이낙스의 텔레비전 애니메이션이다. TV 도쿄를 통하여 2007년 4월 1일부터 9월 30일까지 27회에 걸쳐 방영되었으며, 2008년과 2009년에 극장 영화 연작으로도 나왔다. (각각 홍련편, 나암편)
전 27화로서, 2007년 4월 1일부터 같은 해 9월 30일까지, TV 도쿄 계열국에서 매주 일요일 8시 30분~9시 0분에 방송되었다. 또, 같은 해 4월 4일부터 BS 재팬에서 매주 수요일 19시 0분~19시 30분에, 같은 해 4월 19일부터는 AT-X에서 매주 목요일 11시 30분~12시 00분, 그 외에도 방송되었다. 그 후, TOKYO MX·도치기 TV·군마 TV·BS11에서 2013년 1월 5일부터 같은 해 6월 29일까지 매주 토요일 23시 30분~24시 00분에 방송되었다. 이야기는 전편(제1~2부)과 후편(제3~4부)의 전후 2편·전 4부로 구성되어 있다. 주제가 〈하늘색 데이즈〉의 가사는 1코러스째와 2코러스째로 각각의 세계관 테마에 대응하고 있다.
2007년 문화청 미디어 예술제 애니메이션 부문 우수상, 도쿄 국제 애니메이션 페어 2008, 제7회 도쿄 애니메이션 어워드 TV 부문 우수상·개인상(캐릭터 디자인) 수상 작품이다.

## 줄거리
지하 마을(ジーハ村, underground Village)은 땅 속으로 추정되는 공간으로, 많지 않은 수의 사람들이 사는 곳이다. 사람들은 이 폐쇄된 공간 안에서 돼지와 두더지를 섞은 듯한 뚱보두더지(ブタモグラ)라는 짐승을 길러 식량·의복의 재료 등으로 활용하며, 드릴을 써서 마을 이곳저곳에 구멍을 파서 마을을 확장한다. 이들이 지속적으로 구멍을 파야 하는 까닭은 간헐적으로 지진이 발생하여 확보했던 공간이 매몰되기 때문이다.
열네 살 소년인 시몬은 드릴로 구멍을 파는 데에 뛰어난 재주가 있어 지하 마을 촌장의 총애를 받지만 또래들로부터는 구멍을 파느라 지저분해진 모습 때문에 놀림을 당하기 일쑤이며, 매사에 자신 없는 태도를 갖고 있다. 어느날 그는 땅을 파던 도중에 드릴 모양의 자그마한 물체를 발견하고, 그것이 빛을 내는 것에 놀란다. 그는 그것이 가치 있는 물건이라고 생각해 실에 매어 목에 걸지만, 또래 여자 아이들은 이번에도 시몬이 기분 나쁜 물건을 갖고 있다며 놀림감으로 삼는다. 그 물건이 시몬에게 잘 어울린다고 칭찬해 주는 사람은 항상 시몬을 아우라고 부르며 시몬에게도 자신을 형으로 불러줄 것을 요구하는 혈기 왕성한 청년 카미나 뿐이다.
카미나는 마을 위를 덮고 있는 천장을 뚫으면 ‘지상’이라는 한없이 넓은 공간이 나온다고 주장하는 마을의 반골로, 천장은 선조 대대로 열지 못하도록 전해 내려오는 것이라고 주장하는 촌장과 늘 티격태격한다. 카미나가 또 천장을 뚫겠다고 소동을 부리다가 포박당한 채 감옥으로 쓰이는 동굴에 갇혀 있을 동안, 시몬은 여느 때와 다름 없이 땅을 파다가 드릴이 단단한 것에 부딪치는 것을 느끼고 주변을 파헤친다. 흙 밑에서 나온 것은 금속으로 된 거대한 얼굴이었고, 시몬은 깜짝 놀라 카미나를 찾아간다. 커다란 얼굴을 보여주겠다는 시몬의 말에 카미나는 포박을 끊고 동굴을 빠져나와 그를 따라가지만, 도중에 촌장에게 들켜 또다시 다툼을 벌인다. 촌장은 지상 따위는 새빨간 거짓말이라고 강변하지만, 카미나와 촌장의 다툼 도중에 갑자기 천장이 무너져내리며 집채만한 쇳덩어리가 마을 한가운데로 떨어진다.

## 등장인물
- 시몬(シモン, Simon)
- 성우 : 카키하라 테츠야 / 유리 로언솔 / 정재헌
땅을 파는 것이 유일한 장기인 지하 마을의 소년. 과거 지진으로 부모를 잃었다.
- 카미나(カミナ, Kamina)
- 성우 : 코니시 카츠유키 / 카일 에이베어 / 서문석
뾰족한 선글라스를 쓰고 다니는 열혈 청년. 지하 마을에 그렌 단(グレン団, Team Gurren)이라는 패거리를 만들고 촌장과 알력을 벌인다. 가타나를 차고 다닌다.
- 요코 리트나(ヨーコ・リットナー, Yoko Littner)
- 성우 : 이노우에 마리나 / 미셸 러프 / 윤미나
지하 마을 천장이 붕괴했을 때 소총을 들고 나타난 여자. 지하 마을과 가까운 리트나 마을(リットナー村)의 주민이었으며, 일찍부터 지상으로 나와 수인과 싸워왔다.
- 니아 텟페린(ニア・テッペリン, Nia Teppelin)
- 성우 : 후쿠이 유카리 / 힌든 월치 → 브리짓 호프먼 / 서지연
쓰레기장에 버려진 상자 속에 잠들어 있었던 소녀.세상물정을 전혀 모르지만,예절 등의 교육은 잘 받은 편. 많은 비밀이 숨겨져 있는 듯하다.
- 리론 리트나(リーロン・リットナー , Leeron Littner)
- 성우 : 오노사카 마사야 / 스티븐 블룸 / 안용욱
요코와 같이 리트나 마을의 주민이며 뛰어난 메카닉 전문가이다. 매사에 냉정하며 객관적이며, 그렌단에서도 꽤 중요한 역할을 담당하고 있다.

### 간멘(로봇)
- 라간(ラガン, Lagann)
시몬이 땅 속에서 발견한 ‘커다란 얼굴’. 큰 얼굴에 팔다리가 붙어 있는 것처럼 생긴 기체로, 코어 드릴로 시동한다. 곳곳에 드릴을 내장하고 있고, 그 드릴을 사용하여 다른 기계에 침투해 에너지를 공급하거나, 침투한 기체의 제어권을 빼앗는 등과 같은 기능을 여럿 갖추고 있다.
- 그렌(グレン, Gurren)
카미나가 수인들에게서 빼앗은 메카를 리론이 강화개조한 붉은 간멘. 그렌이라는 이름은 한국어의 ‘홍련’(紅蓮 구렌[*])과 어원이 같다.
- 그렌라간(グレンラガン, Gurren Lagann)
그렌을 조종하던 카미나가 라간과 합체해야 한다고 주장하며 라간을 그렌 위에 때려박은 것에 불과했지만, 놀랍게도 그대로 변신에 성공했다.

## 용어
- 간멘(ガンメン, Gunmen)
수인이 탑승하는 무기. 모두 거대한 얼굴에 팔다리가 달린 형태이다. 이름은 일본식 억양의 안면(顔面 간멘[*])과 영어의 건맨(gunman)의 발음이 유사한 데에서 착안한 것으로 보인다.
- “나를 누구라고 생각하느냐”(俺を誰だと思ってやがる)
카미나의 말버릇. 이후 시몬과 모든 동료들도 따라 쓰게 된다. 작품의 주제와 닿아 있는 문장으로, 작중에서 가장 많이 쓰인 대사이기도 하다
- 나선력(螺旋力, Spiral Energy)
나선 생명에게 내재된 힘. 생명의 의지·신념 등에 따라 발휘되는 것으로 보이며, ‘진화하는 힘’으로 지칭되기도 하였다.
- 나선족(螺旋族)
디옥시리보핵산의 나선 구조, 즉 이중 나선 구조를 가진 생명 일반을 반나선족이 지칭한 말.
- 안티 스파이럴(アンティ=スパイラル, Anti-Spirals)
인간에게 지하에 갇혀 사는 삶을 강제한 궁극적인 배후.
- 수인(獣人 주진[*], Beastmen)
인간과 다른 짐승을 뒤섞은 것처럼 생긴 생물. 새를 닮은 수인은 민첩하고 아르마딜로를 닮은 수인은 몸이 단단한 등, 관계된 짐승의 특징을 가지고 있어 신체 능력이 인간보다 뛰어나다. 밤에는 활동하지 않는다. 인간을 지하로 몰아넣고 지상으로 나오지 못하도록 관리하고 있다.
- 코어 드릴(일본어: コアドリル, Core Drill)
시몬이 발견한 손가락 크기의 작은 드릴. 나선력에 반응하여 빛난다.

## 스태프
- 감독 - 이마이시 히로유키
- 부감독 - 오오츠카 마사히코
- 시리즈 구성 - 나카시마 카즈키
- 캐릭터 디자인 - 니시고리 아츠시
- 메카 디자인 - 요시나리 요우
- 미술 감독 - 히라마 유카
- 색채 설계 - 타카보시 하루미
- 촬영 감독 - 야마다 토요노리
- 편집 - 우에마츠 준이치
- 음향 감독 - 나카노 토오루
- 음악 - 이와사키 타쿠
- 프로듀서 - 야마카와 노리오, 笹田直樹, 카마가타 에이이치
- 애니메이션 프로듀서 - 타케다 야스히로, 아카이 타카미(제1화~제4화)
- 애니메이션 제작 - GAINAX
- 제작 - TV 도쿄, 덴츠, 애니플렉스, KDE-J

## 주제가
여는 곡
<하늘색 데이즈(空色デイズ)> (1화~26화)
노래 : 나카가와 쇼코
작사 : meg rock
작곡·편곡 : 사이토 신야(斎藤真也)
※ 27화에서는 삽입곡으로 사용.
닫는 곡
<UNDERGROUND> (1화~15화)
작사 : 타카하시 타이보(高橋大望)
작곡·편곡·노래 : HIGH VOLTAGE
<모두의 평화(みんなのピース)> (17화~27화)
작사 : 캇찬(カッチャン)
작곡 : 앗키(アッキー)
편곡 : 아프로마니아(アフロマニア), 츠카자키 요헤이(塚崎陽平)
노래 : 아프로마니아(アフロマニア)
삽입 곡
<happily ever after>
노래 : 나카가와 쇼코
작사 : meg rock
작곡·편곡 : 쿠로스 카츠히쿠(黒須克彦)
※ 11화, 15화에서 삽입 곡으로 사용. 16화에서는 닫는 곡으로 사용.

## 방영 목록
| 화수   | 제목                                                            | 각본                              | 그림 콘티                                                | 연출                            | 작화 감독                                                               | 방송일         |
| ------ | --------------------------------------------------------------- | --------------------------------- | -------------------------------------------------------- | ------------------------------- | ----------------------------------------------------------------------- | -------------- |
| 제1화  | お前のドリルで天を突け!! 네 드릴로 하늘을 뚫어라!!              | 나카시마 카즈키                   | 이마이시 히로유키                                        | 오오츠카 마사히코               | 니시고리 아츠시                                                         | 2007년 4월 1일 |
| 제2화  | 俺が乗るって言ってんだ!! 내가 타겠다고 했잖아!!                 | 나카시마 카즈키                   | 사에키 쇼지                                              | 사에키 쇼지                     | 모토무라 코이치                                                         | 4월 8일        |
| 제3화  | 顔が2つたあ生意気なッ!! 얼굴이 둘이라니 건방져!!                | 나카시마 카즈키                   | 오오츠카 마사히코                                        | 손승희                          | 치카오카 스나오 이시하라 미츠루                                         | 4월 15일       |
| 제4화  | 顔が多けりゃ偉いのか!? 얼굴이 많으면 잘난 거냐!?                | 야마구치 히로시                   | 코바야시 오사무                                          | 코바야시 오사무                 | 코바야시 오사무                                                         | 4월 22일       |
| 제5화  | 俺にはさっぱりわからねえ! 난 이해 못하겠어!                     | 사에키 쇼지                       | 사에키 쇼지 토미타 히로아키                              | 토미타 히로아키                 | 사다카타 키쿠코 아메미야 아키라                                         | 4월 29일       |
| 제6화  | てめえら全員湯あたりしやがれ!! 전부 다 물에 쳐박아주마!!        | 오오츠카 마사히코 나카시마 카즈키 | 이타가키 신                                              | 이타가키 신                     | 시바타 유카                                                             | 5월 6일        |
| 제7화  | それはお前がやるんだよ!! 그건 네가 해야 해!!                    | 나카시마 카즈키                   | 이타가키 신                                              | 나카야마 카츠이치               | 모토무라 코이치 아메미야 아키라                                         | 5월 13일       |
| 제8화  | あばよ、ダチ公 잘 있거라, 친구여                                | 나카시마 카즈키                   | 이마이시 히로유키                                        | 오오츠카 마사히코               | 니시고리 아츠시                                                         | 5월 20일       |
| 제9화  | ヒトっていったい何ですか? 인간이란 도대체 뭐죠?                 | 나카시마 카즈키                   | 오오츠카 마사히코                                        | 이와사키 타로                   | 무카이다 타카시                                                         | 5월 27일       |
| 제10화 | アニキっていったい誰ですか? 형이라니 도대체 누구죠?             | 사에키 쇼지                       | 키무라 류이치                                            | 쿠리모토 히로시                 | 나카무라 쇼코[캐릭터] 히라타 카츠조[메카닉]                             | 6월 3일        |
| 제11화 | シモン、手をとけて。 시몬, 손을 치워줘요                        | 사에키 쇼지                       | 혼다 야스유키                                            | 모리미야 타카시                 | 니시야마 시노부                                                         | 6월 10일       |
| 제12화 | ヨーコさん、お願いがあります。 요코씨, 부탁이 있어요            | 스나야마 쿠라스미                 | 키무라 테츠                                              | 쿠리모토 히로시                 | 타카무라 카즈히로[캐릭터] 히라타 카츠조[메카닉]                         | 6월 17일       |
| 제13화 | みなさん、たーんと召しあがれ。 여러분, 잔뜩 드세요              | 스나야마 쿠라스미                 | 혼다 야스유키                                            | 요코야마 아키토시               | 히라타 카츠조[캐릭터] 아베 신고[메카닉]                                 | 6월 24일       |
| 제14화 | 皆さん、ごきげんよう。 여러분, 안녕하세요                       | 야마구치 히로시                   | 나카야마 카츠이치                                        | 나카야마 카츠이치               | 쿠보타 치카시                                                           | 7월 1일        |
| 제15화 | 私は明日へ向かいます。 저는 내일을 향하겠어요                   | 스나야마 쿠라스미                 | 마사유키 오오츠카 마사히코 코타케 아유무 사다카타 키쿠코 | 코타케 아유무 오오츠카 마사히코 | 스시오                                                                  | 7월 8일        |
| 제16화 | 総集片 총집편                                                   | -                                 | -                                                        | 야마가 히로유키                 | -                                                                       | 7월 15일       |
| 제17화 | あなたは何もわかっていない 당신은 아무것도 모르고 있다          | 나카시마 카즈키                   | 츠루마키 카즈야                                          | 오오츠카 마사히코               | 니시고리 아츠시 나카무라 쇼코                                           | 7월 22일       |
| 제18화 | 聞かせてもらうぞこの世界の謎を 말해다오. 이 세계의 수수께끼를   | 나카시마 카즈키                   | 오오츠카 마사히코                                        | 시노하라 토시야                 | 야마다 마사키[캐릭터] 오다 고세이[메카닉]                               | 7월 29일       |
| 제19화 | 生き残るんだどんな手段を使っても 살아남는다, 무슨 수를 써서라도 | 나카시마 카즈키                   | 오오츠카 마사히코                                        | 야마구치 요리후사               | 모토무라 코이치                                                         | 8월 5일        |
| 제20화 | 神はどこまで僕らを試す 신은 우리를 어디까지 시험하는가          | 나카시마 카즈키                   | 나카야마 카츠이치                                        | 게시 타카히로                   | 요시가키 유스케                                                         | 8월 12일       |
| 제21화 | あなたは生き残るべき人だ 당신은 살아남아야 할 사람이다          | 나카시마 카즈키                   | 나카무라 테츠하루                                        | 사에키 쇼지                     | 시바타 유카[캐릭터] 아베 신고[메카닉]                                   | 8월 19일       |
| 제22화 | それが僕の最後の義務だ 그것이 내 최후의 의무다                  | 나카시마 카즈키                   | 오오츠카 켄                                              | 이케하타 히로시                 | 하야시 아케미[레이아웃] 사다카타 키쿠코[캐릭터] 아메미야 아키라[메카닉] | 8월 26일       |
| 제23화 | 行くぞ最後の戦いだ 가자, 마지막 싸움이다                        | 나카시마 카즈키                   | 사에키 쇼지                                              | 키무라 류이치                   | 히라타 카츠조 코지마 히로카즈                                           | 9월 2일        |
| 제24화 | 忘れるものかこの一分一秒を 잊을 것 같으냐 이 1분 1초를          | 스나야마 쿠라스미                 | 나카야마 카츠이치                                        | 나카야마 카츠이치               | 쿠보타 치카시 쿠와나 이쿠오                                             | 9월 9일        |
| 제25화 | お前の遺志は受け取った! 네 의지는 내가 잇겠다!                  | 야마구치 히로시 나카시마 카즈키   | 사에키 쇼지                                              | 요시다 토오루                   | 키시 후미코[캐릭터] 나카자와 유이치[메카닉]                             | 9월 16일       |
| 제26화 | 行くぜダチ公 가자 친구여                                        | 나카시마 카즈키                   | 오오츠카 마사히코 히라마츠 타다시                        | 오오츠카 마사히코               | 히라마츠 타다시 히라타 카츠조 아베 신고                                 | 9월 23일       |
| 제27화 | 天の光は全て星 하늘의 빛은 모두 별                              | 나카시마 카즈키                   | 이마이시 히로유키                                        | 이마이시 히로유키               | 니시고리 아츠시[캐릭터] 이마이시 히로유키[메카닉]                       | 9월 30일       |

### 내용주
1. ↑  방송국의 기준에 걸려 방송시는 총집편으로 바뀌었던 미공개 씬이 있어, DVD에서는 이것을 더해 재편집한 해방판 〈보고 싶은 건 보고 싶은 거다!!〉(見てえものは見てえんだ!!)로서 수록된다(TV 방송판도 영상 특전으로 수록).
2. ↑  프레드릭 브라운의 동명의 SF 소설

### 참조주
1. ↑  優秀賞 - 天元突破グレンラガン | 受賞作品 | アニメーション部門 | 第11回 2007年 | 文化庁メディア芸術祭 歴代受賞作品
2. ↑  2008 受賞作品（東京国際アニメフェア）（2008年9月15日時点のアーカイブ）